# جاده ای۱۲۸
جاده ای۱۲۸ (به انگلیسی: A128 road) یکی از جاده‌های کشور انگلستان است.
این جاده از روستای اورست شروع و در شهرک چیپینگ اونگار در شهرستان اسکس به پایان می‌رسد، طول این جاده ۲۷ کیلومتر است.